# Pascoea angustana
Pascoea angustana är en skalbaggsart som först beskrevs av Kriesche 1923.  Pascoea angustana ingår i släktet Pascoea och familjen långhorningar. Inga underarter finns listade i Catalogue of Life.